# Déborah Giaoui
Déborah Giaoui (* 13. Mai 1980 in Paris) ist eine französische Volleyball- und Beachvolleyballspielerin. Sie wurde sechs Mal französische Meisterin im Sand und stand weitere drei Mal im Finale der nationalen Titelkämpfe.

## Karriere
Giaoui begann ihre Karriere als Hallen-Volleyballerin 1995 in der Nachwuchsmannschaft des Institut fédéral de volley-ball. Später spielte sie bei CSM Clamart und 2008 wechselte sie zu Saint-Cloud Paris Stade Français.
2003 gewann Giaoui mit Kevinne Étienne die französische Meisterschaft im Beachvolleyball. Im nächsten Jahr spielte das Duo beim Grand Slam in Marseille das erste internationale Turnier. Nachdem Giaoui 2005 einige Turniere mit Marjorie Molina bestritten hatte, trat sie bei den Kapstadt Open erstmals mit Mathilde Giordano an. Ihr größter gemeinsamer Erfolg gelang ihnen ein Jahr später bei den World University Championships in Protaras auf Zypern. Im Halbfinale setzte sich die französische Zweitvertretung gegen das deutsche Top-Team Jana Köhler und Anja Günther durch, während Ruth Flemig und Friederike Romberg gegen Frankreichs Erstvertretung siegreich blieben. Im anschließenden Endspiel besiegten Giaoui / Giordano auch das zweite deutsche Team in zwei Sätzen mit 21:16 und 21:19 und sicherten sich so den Studentenweltmeistertitel. Bei der Europameisterschaft 2006 schied die beiden jedoch mit zwei Niederlagen gegen die Griechinnen Koutroumanidou/Tsiartsiani und die bulgarischen Jantschulowa-Schwestern früh aus. Wenig später bildete Giaoui deshalb ein neues Duo mit Eva Hamzaoui, das in Acapulco seinen ersten Auftritt hatte. Als Neunte der Marseille Open schafften Giaoui/Hamzaoui 2008 erstmals gemeinsam ein Top-Ten-Ergebnis. 2009 schieden sie bei der Weltmeisterschaft in Stavanger als Gruppendritte der Vorrunde aus. Im gleichen Jahr gewannen sie die französische Meisterschaft.
2010 kam Giaoui mit Mélody Benhamou zusammen, mit der sie Fünfte bei den Titelkämpfen ihres Heimatlandes wurde. Ein Jahr später gewannen die beiden die Meisterschaft, ein Erfolg, den sie 2011 wiederholen konnten. Bei der EM 2011 in Kristiansand kamen die Französinnen nicht über die Vorrunde hinaus, obwohl sie in ihrer Gruppe punktgleich mit zwei anderen Teams waren. Beste Platzierung der beiden bei der FIVB World Tour in den drei gemeinsamen Spielzeiten war ein siebzehnter Platz bei den Open 2011 in Québec. Mit Mathilde Giordano, für die es der zweite Titel war, gelang der gebürtigen Pariserin 2013 der inzwischen fünfte Erfolg bei den Landesmeisterschaften. Eine Spielzeit später standen sie wiederum im Finale und konnten bei weiteren nationalen Veranstaltungen mehrere Podestplätze erreichen.
Mit Melinda Adelin erreichte Déborah Giaoui Im Dezember 2014 das Achtelfinale bei den Mangaung Open und gewann mit ihr eine Saison später ihre sechsten französischen Meisterschaften. 2016 und 20l9 starteten die aus dem Département Essonne stammende Sportlerin und Esther Sanz bei einigen spanischen Wettbewerben und erkämpften sich dort zwei Endspielteilnahmen und einen dritten Platz. Ein erneuter Versuch, die Karriere fortzusetzen, brachte 2023 als bestes Ergebnis das Erreichen des Viertelfinales bei einem Turnier auf der Iberischen Halbinsel.